# Корнеліс Беркхаувер
Корнеліс Беркхаувер (нід. Cees Berkhouwer; *19 березня 1919, Алкмар — †5 жовтня 1992, Алкмар) — нідерландський політик.
Він був членом Європейського парламенту між 1964 і 1984, обраний від Народної партія за свободу і демократію, яка є частиною Ліберально-демократичної групи в парламенті. Між 13 березня 1973 та 10 березня 1975 року він працював Головою Європейського парламенту.